# Petelia rubiginata
Petelia rubiginata là một loài bướm đêm trong họ Geometridae.